# Звенигородский, Иван Петрович Большой
Князь Иван Петрович Звенигородский-Большой — голова, наместник и воевода во времена правления Ивана IV Васильевича Грозного. Рюрикович в XX колене.
Сын князя Петра Васильевича Звенигородского. Имел братьев: Григория Угрима, Василия, Фёдора, Ивана Меньшого и Григория Петровичей.

## Биография
С Крещения, годовал в числе других воевод в Смоленске (1547). Второй воевода правой руки в Муроме (1548—1549). Числился по Коломне во 2-й статье и пожалован в московские дворяне (1550). Указано ему идти из Свияжска к Казани 2-м воеводою Сторожевого полка (1552). Голова в сторожах у Государева стана, когда Государь был у Лопасни (июнь 1556). Подписался на поручной записи по князю Ивану Дмитриевичу Бельскому (20 марта 1562). Наместник в Кореле (1568).
Имел поместья в Московском уезде (1573). Бездетен.